# Tân Phú, Cái Răng
Tân Phú là một phường thuộc quận Cái Răng, thành phố Cần Thơ, Việt Nam.

## Địa lý
Phường Tân Phú nằm ở phía đông quận Cái Răng, có vị trí địa lý:
- Phía đông và phía nam giáp tỉnh Hậu Giang
- Phía đông bắc giáp tỉnh Vĩnh Long qua sông Hậu
- Phía tây và phía bắc giáp phường Phú Thứ.

Phường Tân Phú có diện tích 8,07 km², dân số năm 2004 là 6.386 người, mật độ dân số đạt 792 người/km².

## Lịch sử
Trước năm 2004, địa bàn phường Tân Phú hiện nay thuộc xã Đông Phú, huyện Châu Thành, tỉnh Cần Thơ cũ.
Ngày 26 tháng 11 năm 2003, Quốc hội ban hành Nghị quyết số 22/2003/QH11 chia tỉnh Cần Thơ cũ thành thành phố Cần Thơ thuộc trung ương và tỉnh Hậu Giang. Theo đó, các ấp Phú Thành, Phú Thạnh, Phú Thuận, Phú Thuận A và một phần ấp Phú Lợi của xã Đông Phú thuộc địa giới hành chính thành phố Cần Thơ; phần còn lại của xã Đông Phú thuộc tỉnh Hậu Giang.
Ngày 2 tháng 1 năm 2004, Chính phủ ban hành Nghị định 05/2004/NĐ-CP. Theo đó, thành lập phường Tân Phú thuộc quận Cái Răng, thành phố Cần Thơ trên cơ sở 806,66 ha diện tích tự nhiên và 6.386 người của xã Đông Phú (phần diện tích, dân số đã điều chỉnh về thành phố Cần Thơ).